# De Puls
De Puls is een nieuwbouwproject op de Amsterdamse Zuidas en is gelegen in het deelgebied Kenniskwartier, dat grotendeels zal bestaan uit de VU-campus. Het complex ligt langs de A10, waar de komende jaren de Zuidasdok wordt gerealiseerd. Aan de oostzijde grenst het aan de Diagonaal, een voetgangersstraat die de verbinding maakt tussen de VU-campus, Gustav Mahlerlaan en het stationsgebied rondom station Amsterdam-Zuid.
Het complex bestaat uit een kantoortoren van circa 95 meter hoog en een woontoren van circa 85 meter hoog. De torens hebben een verschillende architectuur (glasgevel en baksteengevel) die in het laagbouw middendeel in elkaar verweven zijn. In de laagbouw bevindt zich Cinema the Pulse en is een bowlingbaan voorzien. Onder de bebouwing bevindt zich een ondergrondse auto- en fietsparkeergarage. Op de daken is er plaats voor terrassen en watervertragende daktuinen. De totale vloeroppervlakte van de gebouwen bedraagt 56.000 m² en werd ontworpen door de drie architectenbureaus MVSA Architects, VMX Architects en DELVA Landscape Architects.
Het complex kwam in november 2024 gereed.

## Galerij

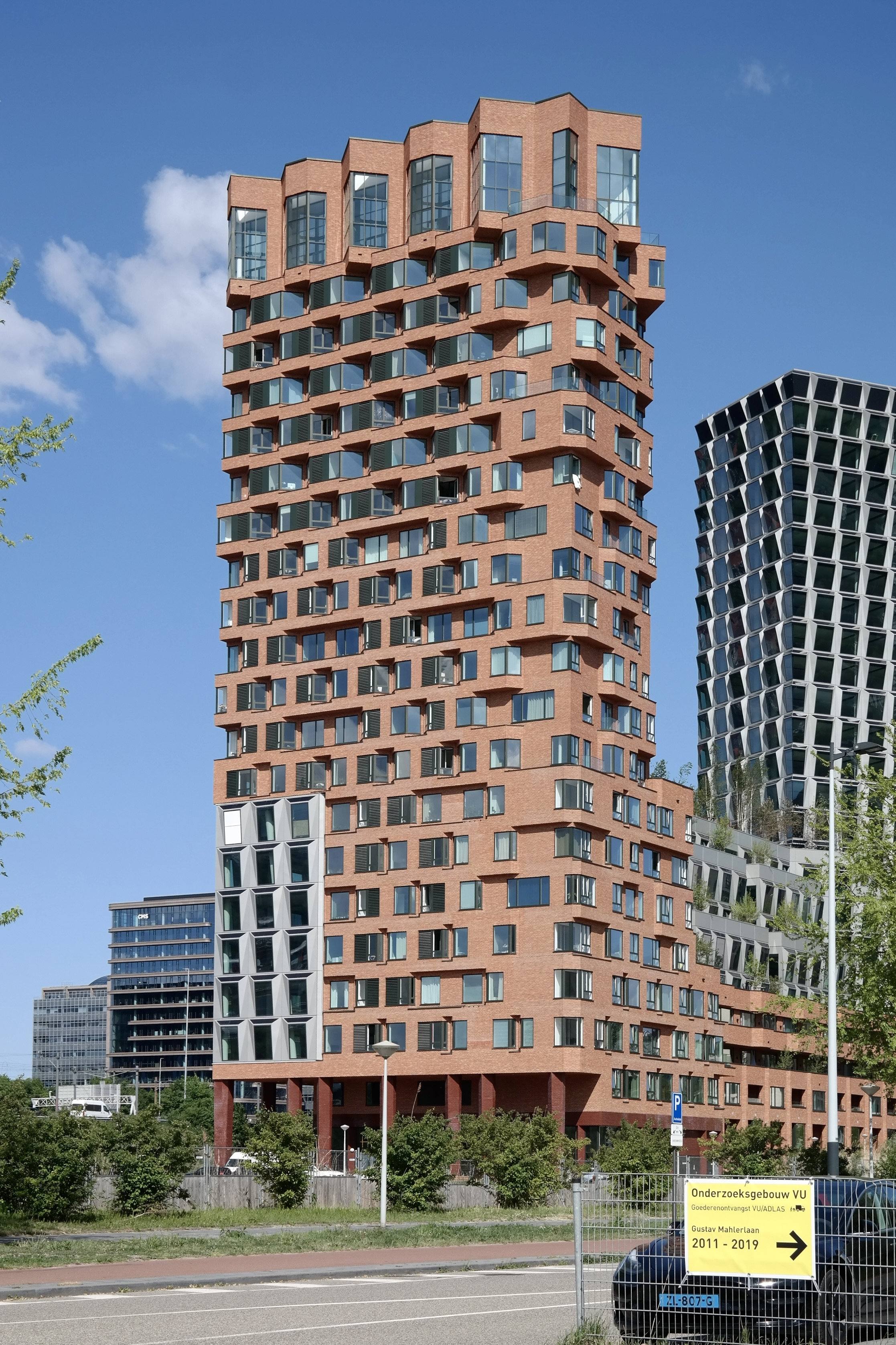
De door VMX Architects ontworpen toren.
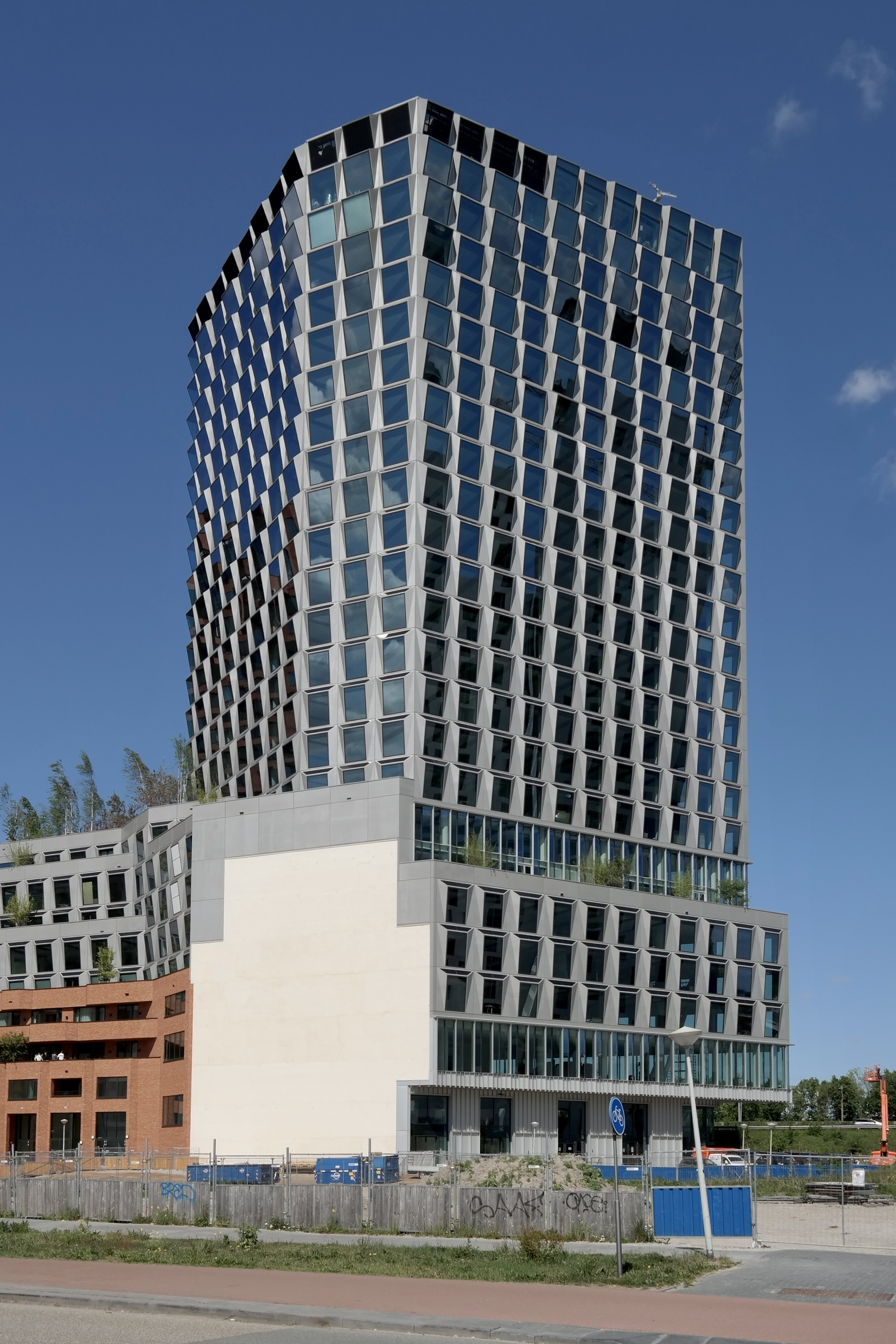
de door MVSA Architects ontworpen toren.